# Kodila (Fluss)
Kodila (estnisch Kodila jõgi) ist der Name eines Flusses in Estland.
Der Fluss Kodila entspringt etwa einen Kilometer vom Dorf Hagudi (Landgemeinde Rapla) entfernt. Er durchfließt den Kreis Rapla.
Der Fluss ist ein rechter Nebenfluss des Flusses Vigala, in den er 62,1 km von der Ostsee entfernt mündet. Die Gesamtlänge beträgt 26 km, sein Einzugsgebiet umfasst 105 km².
Besonders bekannt ist der Fluss für seinen Reichtum an Hechten.